# Соколены
Соколены (также Соколень; рум. Socoleni) — село в Новоаненском районе Молдавии. Наряду с сёлами Албиница, Берёзки, Новый Гырбовец и Русены входит в состав города Анений-Ной.

## География
Село расположено на высоте 74 метров над уровнем моря.

## Население
По данным переписи населения 2004 года, в селе Соколень проживает 514 человек (249 мужчин, 265 женщин).
Этнический состав села:
| Национальность | Количество чел. | Процент |
| -------------- | --------------- | ------- |
| молдаване      | 358             | 69,65 % |
| украинцы       | 72              | 14,01 % |
| русские        | 72              | 14,01 % |
| болгары        | 4               | 0,78 %  |
| гагаузы        | 3               | 0,58 %  |
| прочие         | 5               | 0,97 %  |
| Всего          | 514             | 100 %   |